# NGC 1077
NGC 1077 ist eine Balken-Spiralgalaxie vom Hubble-Typ SBb im Sternbild Perseus am Nordsternhimmel. Sie ist schätzungsweise 405 Millionen Lichtjahre von der Milchstraße entfernt und hat einen Durchmesser von etwa 130.000 Lichtjahren. Vom Sonnensystem aus entfernt sich die Galaxie mit einer errechneten Radialgeschwindigkeit von näherungsweise 9.000 Kilometern pro Sekunde. Gemeinsam mit PGC 10465 bildet sie ein wechselwirkendes Galaxienpaar.
Im selben Himmelsareal befinden sich unter anderem die Galaxien PGC 10527, PGC 2155666, PGC 2163882, PGC 5061041.
Das Objekt wurde am 16. August 1885 von Lewis Swift entdeckt.